# Centre finlandais de l'environnement
Le Centre finlandais de l'environnement (Sigle: SYKE) (finnois : Suomen ympäristökeskus, suédois : Finlands miljöcentral) est un centre de recherche et une agence gouvernementale finlandaise affiliée au ministère de l'Environnement, situé à Helsinki, Finlande. 

## Responsabilités
Les recherches se focalisent essentiellement sur le changement climatique et la réhabilitation des habitats naturels ainsi que la protection des espèces.
Le centre maintient l'outil de description des lacs intitulé Järviwiki (fi).

## Centres régionaux
À sa fondation en 1995 en remplacement du centre des eaux et de l'environnement, le centre avait 13 direction régionales: 
- Uusimaa,
- Finlande propre,
- Häme,
- Pirkanmaa,
- Carélie du Sud et Vallée de la Kymi,
- Savonie du sud,
- Savonie du nord,
- Carélie du nord,
- Keski-Suomi,
- Ostrobotnie, Ostrobotnie du Sud, Ostrobotnie-Centrale
- Ostrobotnie du Nord,
- Kainuu,
- Laponie.

Depuis la réorganisation régional de 2010, les centres dy SYKE sont : Helsinki, Joensuu, Jyväskylä et Oulu.